# Piotr Konwa
Piotr Konwa (Zielona Góra, 15 februari 1995) is een Pools voormalig wegwielrenner, veldrijder en mountainbiker.

## Mountainbike

### Crosscountry
| Seizoen  | Wereldbeker | OS       | WK       | EK       | PK       | Overige                    | Totaal aantal zeges |
| Junioren | Junioren    | Junioren | Junioren | Junioren | Junioren | Junioren                   | Junioren            |
| -------- | ----------- | -------- | -------- | -------- | -------- | -------------------------- | ------------------- |
| 2012     |             |          | 17e      | 36e      | Goud     |                            | 1                   |
| 2013     |             |          | 10e      | 10e      | Brons    |                            | 0                   |
| Beloften |             |          |          |          |          |                            |                     |
| 2014     |             |          | 80e      |          |          |                            | 0                   |
| 2015     |             |          | 45e      |          |          |                            | 0                   |
| Elite    |             |          |          |          |          |                            |                     |
| 2013     |             |          |          | 10e      |          |                            | 0                   |
| 2014     |             |          |          |          | 8e       |                            | 0                   |
| 2015     |             |          |          |          | 12e      |                            | 0                   |
| 2016     |             |          |          |          |          | Boguszów-Gorce, Głuchołazy | 2                   |

### Marathon
| Seizoen | Wereldbeker | OS    | WK    | EK    | PK    | Overige | Totaal aantal zeges |
| Elite   | Elite       | Elite | Elite | Elite | Elite | Elite   | Elite               |
| ------- | ----------- | ----- | ----- | ----- | ----- | ------- | ------------------- |
| 2015    |             |       |       | 22e   | 10e   |         | 0                   |

## Veldrijden

### Palmares
| Seizoen   | Wereldbeker | WK       | EK       | PK       | Overige  | Totaal aantal zeges |          |          |
| Junioren  | Junioren    | Junioren | Junioren | Junioren | Junioren | Junioren            | Junioren | Junioren |
| --------- | ----------- | -------- | -------- | -------- | -------- | ------------------- | -------- | -------- |
| 2011-2012 |             | 35e      |          | Zilver   |          | 0                   |          |          |
| 2012-2013 |             |          |          | Brons    |          | 0                   |          |          |
| Beloften  |             |          |          |          |          |                     |          |          |
| 2015-2016 |             |          |          | Zilver   |          | 0                   |          |          |
| 2016-2017 |             |          |          | Brons    |          | 0                   |          |          |
| Elite     |             |          |          |          |          |                     |          |          |
| 2015-2016 |             |          |          | 5e       |          | 0                   |          |          |
| 2016-2017 |             |          |          | 8e       |          | 0                   |          |          |

## Wegwielrennen

### Overwinningen
2017
Proloog Carpathian Couriers Race

## Ploegen
- 2018 –  Elkov-Author
- 2019 –  Wibatech Merx 7R

Bárta · Bucháček · Černý · Hačecký · Kaňkovský · Konwa · Kukrle · Otruba · Polnický · Rajchart · Zahálka